# Wolverine
Wolverine (nascido James Howlett e conhecido como Logan ou Arma X) é um personagem fictício que aparece em quadrinhos americanos publicados pela Marvel Comics, principalmente em associação aos X-Men. Ele é um mutante que possui sentidos afiados, capacidades físicas aprimoradas, habilidade regenerativa poderosa conhecida como fator de cura e três garras ósseas retráteis em cada mão. Wolverine foi retratado de forma variada como membro dos X-Men, Tropa Alfa e Vingadores.
O personagem apareceu no último painel de The Incredible Hulk #180 antes de ter um papel maior na edição seguinte (datada de novembro de 1974). Ele foi criado pelo editor-chefe da Marvel naquela época, Roy Thomas, o escritor Len Wein e o diretor de arte da Marvel naquela época, John Romita, Sr., que projetou o personagem, mas Wolverine foi desenhado pela primeira vez para publicação por Herb Trimpe. Wolverine juntou-se a uma versão renovada da equipe de super-heróis dos X-Men, onde eventualmente o escritor Chris Claremont e o escritor-artista John Byrne desempenhariam papéis significativos no desenvolvimento do personagem. O artista Frank Miller colaborou com Claremont e o ajudou a revisar o personagem com uma série limitada homônima de quatro partes de setembro a dezembro de 1982, que estreou o bordão de Wolverine: "Eu sou o melhor no que faço, mas o que eu faço não é nada bonito".
Wolverine é o típico anti-herói que emergiu na cultura popular americana após a Guerra do Vietnã; sua disposição para usar a força mortal e sua natureza ensanguentada tornaram-se características fundamentais para outros anti-heróis dos quadrinhos no final da década de 1980. Como resultado, o personagem tornou-se um dos favoritos dos fãs da franquia X-Men e teve sua primeira revista em 1988.
Ele apareceu na maioria das adaptações X-Men, incluindo séries de televisão animadas, videogames e a série de filmes da 20th Century Fox X-Men, em que ele é interpretado por Hugh Jackman em dez filmes. O personagem é altamente classificado em muitas listas de quadrinhos: ficou no número 1 na lista de 200 maiores personagens da Wizard, 4º nos personagens da banda desenhada do Great Empire 2008; e 4º no Top 100 Heroes do Comic Book da IGN.

## Publicação
O editor-chefe da Marvel, Roy Thomas, pediu ao escritor Len Wein que criasse um personagem especificamente chamado Wolverine, que é canadense e de pequena estatura e com o temperamento feroz de um carcaju (wolverine em inglês). John Romita, Sr. projetou o primeiro traje de Wolverine e acredita que ele introduziu as garras retráteis, dizendo: "Quando eu faço um projeto, eu quero que seja pratico e funcional. Eu pensei: 'Se um homem tem garras assim, como ele coçaria o nariz ou amarraria seus cadarços?" Wolverine apareceu pela primeira vez no painel final de The Incredible Hulk #180 (publicado em outubro de 1974), escrito por Len Wein e desenhado a lápis por Herb Trimpe. O personagem, então, apareceu em uma série de propagandas em várias publicações da Marvel Comics antes de fazer sua primeira grande aparição em The Incredible Hulk #181 (publicado em novembro de 1974) novamente pela equipe Wein-Trimpe. Em 2009, Trimpe disse que "lembra claramente" o esboço de Romita e que, "do jeito que via, [Romita e Wein] costuraram o monstro juntos e ele lhe deu vida", mesmo que "fosse apenas um desses secundários ou terciários". Embora muitas vezes seja creditado como co-criador, Trimpe negou ter tido algum papel na criação de Wolverine.

Wolverine fez sua estreia em The Incredible Hulk #181 (Nov. 1974); arte de capa por Herb Trimpe com alterações de John Romita Sr.

A apresentação do personagem era ambígua, revelando pouco além de ser um agente super-humano do governo canadense. Nessas aparências, ele não retrai suas garras, embora Wein tenha afirmado que sempre foi concebido como retrátil. Ele aparece brevemente no final desta história em The Incredible Hulk #182.
A próxima aparição de Wolverine foi em Giant-Size X-Men #1 de 1975, escrito por Wein e desenhado por Dave Cockrum, no qual Wolverine é recrutado para um novo esquadrão. Gil Kane ilustrou a obra de arte da capa, mas incorretamente desenhou a máscara de Wolverine com capacetes maiores. Dave Cockrum gostava da alteração acidental de Kane (acreditando que fosse semelhante à máscara de Batman) e incorporou-a em sua própria arte para a história atual. Cockrum também foi o primeiro artista a desenhar Wolverine sem sua máscara, e o penteado distintivo tornou-se uma marca registrada do personagem.
Um renascimento de X-Men seguiu, começando com X-Men #94 (agosto de 1975), desenhado por Cockrum e escrito por Chris Claremont. Em X-Men e Uncanny X-Men, Wolverine é inicialmente ofuscado pelos outros personagens, embora crie tensão na equipe, pois é atraído pela namorada de Ciclope, Jean Grey. À medida que a série progrediu, Claremont e Cockrum (que preferiram Noturno) consideraram lançar Wolverine da série; O sucessor de Cockrum, o artista John Byrne, defendeu o personagem, explicando mais tarde, como um próprio canadense, ele não queria veja um personagem canadense que caiu. Byrne modelou sua interpretação de Wolverine sobre o ator Paul D'Amato, que interpretou o Dr. Hook no filme esportivo de 1977, Slap Shot. Byrne também criou Alpha Flight, um grupo de super-heróis canadenses que tentam recuperar o Wolverine devido à despesa que seu governo fez ao treinar ele. As histórias posteriores estabelecem gradualmente o passado sombrio de Wolverine e a natureza instável, que ele luta para controlar. Byrne também projetou um novo traje marrom e bronzeado para Wolverine, mas manteve o distintivo Cockrum. Cockrum apresentou uma nova fantasia para Wolverine (tirada de seu adversário Fang) na edição final de sua corrida, mas foi lançado um problema na corrida de Byrne porque ele e o Cockrum pareciam dolorosamente difícil de desenhar.
Após a partida de Byrne, Wolverine permaneceu em X-Men. A crescente popularidade do personagem levou a uma aventura solo,em quatro edicões, Wolverine (setembro-dezembro de 1982), de Claremont e Frank Miller, seguido da edição de seis semanas Kitty Pryde e Wolverine de Claremont e Al Milgrom (novembro de 1984 a abril de 1985) . Marvel lançou um livro solo em curso escrito por Claremont com arte de John Buscema em novembro de 1988. Ele funcionou para 189 questões. Larry Hama mais tarde assumiu a série e teve uma longa corrida. Outros escritores que escreveram para as duas séries contínuas de Wolverine incluem Peter David, Archie Goodwin, Erik Larsen, Frank Tieri, Greg Rucka, Mark Millar e Gregg Hurwitz. Muitos artistas também trabalharam na série, incluindo John Byrne, Gene Colan, Marc Silvestri, Mark Texeira, Adam Kubert, Leinil Francis Yu, Rob Liefeld, Sean Chen, Darick Robertson, John Romita, Jr. e Humberto Ramos. Durante a década de 1990, o personagem foi revelado para ter garras ósseas, depois que seu adamantium é rasgado por Magneto em X-Men # 25, que foi inspirado por uma piada passageira de Peter David.
Além da série Wolverine e das aparências nas várias séries de X-Men, outras duas histórias expandem o passado do personagem: "Arma X", do escritor-artista Barry Windsor-Smith, serializado em Marvel Comics Presents #72-84 (1991); e Origin, uma série limitada de seis emissões dos co-escritores Joe Quesada, Paul Jenkins e Bill Jemas e do artista Andy Kubert (novembro de 2001 a julho de 2002). Uma segunda série solo, Wolverine: Origins, escrita por Daniel Way com arte de Steve Dillon, se separou e corre simultaneamente com a segunda série solo Wolverine.
Wolverine apareceu como um personagem comum em toda a série Vingadores 2010-2013 e a série Novos Vingadores 2010-2013.

### Primeira origem pretendida de Wolverine
Apesar das sugestões de que o co-criador Len Wein originalmente pretendia que Logan fosse um filhote de carcaju mutado, evoluído para a forma humanóide por um geneticista Marvel já estabelecido, o Alto Evolucionário. Wein nega isso:
Enquanto eu admito que minha ideia original era que as garras de Wolverine saissem do fundo das luvas, não era intenção de faze-lo como um carcaju mutante. Eu escrevo quadrinhos sobre pessoas, sem envolver animais (me desculpo por qualquer historia que tenha escrito que envolva o Alto Evolucionario). O boato de carcaju mutante aconteceu depois que que eu já estava fora do projeto da revista. Tenho duvidas se a ideia foi sugerida primeiro por Chris Claremont, pelo falecido Dave Cockrum, ou por John Byrne quando surgiu como artista, mas não surgiu comigo com certeza.
Wein disse no blu-ray de X-Men Origins: Wolverine que viu características especiais quando ele leu "Dez coisas que você não sabia sobre Wolverine", que afirma que o personagem era originalmente destinado a ser um filhote de carcaju mutante, e que isso reavivou a frustração de Wein. Ele afirmou novamente que "sempre soube que Wolverine era um mutante".
Em um artigo sobre a evolução de Wolverine incluída em uma reimpressão de The Incredible Hulk #180-181, intitulada Incredible Hulk e Wolverine, Cockrum disse que considerava que o Alto Evolucionário desempenhava um papel vital na criação de Wolverine como humano. O escritor Wein queria que Wolverine fosse a idade de um jovem adulto, com força e agilidade sobre-humana semelhante ao Homem-Aranha. Isso mudou quando Wein viu o desenho de Cockrum do Wolverine desmascarado como um peludo de 40 anos de idade. Wein originalmente pretendia que as garras fossem retráteis e parte das luvas de Wolverine, e ambas as luvas e as garras seriam feitas de adamantium. Chris Claremont eventualmente revelou que eles eram uma parte integrada da anatomia de Wolverine em X-Men # 98 (abril de 1976). O escritor Jeph Loeb usou uma origem similar para Wolverine na continuidade da Marvel, tendo mutantes selvagens uma forma de vida evoluída.

### Segunda origem pretendida de Wolverine
John Byrne afirmou, em entrevistas e em seu site, que ele desenhou um rosto possível para Wolverine, mas depois soube que Dave Cockrum já o havia desenhado no X-Men # 98 (abril de 1976), muito antes de Byrne começar a escrever a série. Mais tarde, Byrne usou o desenho para o rosto de Dentes-de-Sabre, à época inimigo do artista marcial e super herói Punho de Ferro, cujas histórias Chris Claremont estava escrevendo. Byrne então concebeu a ideia de Dentes-de-Sabre ser o pai de Wolverine. Juntos, Byrne e Claremont surgiram com Wolverine com aproximadamente 60 anos e tendo servido na Segunda Guerra Mundial depois de fugir de Dentes-de-Sabre, que tinha aproximadamente 120 anos de idade.

### O Retorno de Wolverine
O Wolverine original retorna em Legacy #1, que foi lançado em 27 de Setembro de 2017.

## Biografia ficcional do personagem
Wolverine nasceu James Howlett no norte de Alberta, Canadá, no final da década de 1880, supostamente filho dos ricos proprietários de fazendas John e Elizabeth Howlett, embora ele seja realmente o filho ilegítimo de Elizabeth e do caseiro dos Howletts, Thomas Logan. Depois que Thomas é expulso da propriedade dos Howlett por uma tentativa de estupro perpetrada por seu outro filho, chamado simplesmente Cão, ele retorna à mansão Howlett e mata John Howlett. Em retaliação, o jovem James mata Thomas com garras de osso que emergem da parte de trás de suas mãos, conforme a sua mutação se manifesta. Ele foge com sua companheira de infância, Rose, e vive ate a idade adulta em uma colônia de mineração em Yukon, adotando o nome de "Logan". Quando Logan acidentalmente mata Rose com suas garras, ele foge da colônia e vive no deserto entre os lobos, até ser capturado e colocado em um circo. Saul Creed, irmão de Victor Creed, liberta Logan, mas depois que ele trai Logan e Clara Creed para Nathaniel Essex, Logan afoga Creed na poção de Essex. Logan retorna à civilização, residente com a tribo Blackfoot. Após a morte de sua amante Blackfoot, Raposa Prateada, nas mãos de Victor Creed, agora conhecido como Dentes-de-Sabre, ele é conduzido aos militares canadenses durante a Primeira Guerra Mundial. Logan passa o tempo em Madripoor antes de se instalar no Japão, onde ele se casa com Itsu e tem um filho, Daken. Logan não conhece seu filho por muitos anos.
Durante a Segunda Guerra Mundial, Logan se une a Capitão América e continua uma carreira como mercenário. Ele serve com o Primeiro Batalhão Canadense de Pára-Quedas durante o Dia-D e, mais tarde, com a CIA antes de ser recrutado pela Equipe X, uma unidade de operações pretas.
Como membro da Equipe X, Logan recebe implantes de memória falsa. Eventualmente libertando-se desse controle mental, ele se junta ao Ministério da Defesa Canadense. Logan é subsequentemente sequestrado pelo programa Arma X, onde ele permanece cativo e experimentado até ele escapar. É durante sua prisão pela Arma X que ele tem adamantium fundido à força em seus ossos. James e Heather Hudson o ajudam a recuperar sua humanidade após sua fuga, e Logan começa a trabalhar como um agente da inteligência Canadense chamado Departamento H. Ele se torna Wolverine, um dos primeiros super-heróis do Canadá. Em sua primeira missão, ele é despachado para impedir a destruição causada por uma briga entre o Hulk e o Wendigo.
Mais tarde, Professor Charles Xavier recruta Wolverine para uma nova interação de sua equipe super-herói-mutante, os X-Men, onde compartilha um relacionamento com Jean Grey com Ciclope. Mais tarde, revelou-se que Wolverine tinha sido enviado para assassinar Xavier, que apagou as lembranças de Logan e forçou-o a se juntar aos X-Men.
Em X-Men #25 (1993), no ponto culminante do crossover "Atrações Fatais", o super-vilão Magneto remove o adamantium do esqueleto de Wolverine. Este trauma massivo faz com que seu fator de cura se desgaste e também leva à descoberta de que suas garras são realmente ossos. Wolverine deixa os X-Men por um tempo, embarcando em uma série de aventuras durante as quais seu fator de cura retorna. Feral por natureza, o processo de mutação de Wolverine eventualmente o levou a degenerar fisicamente em um estado bestial mais primitivo.
Depois de retornar aos X-Men, o filho de Cable, Gênese, sequestra o Wolverine e tenta religar o adamantium ao seu esqueleto. Isso não tem êxito e faz com que a mutação de Wolverine saia de controle. Ele é temporariamente transformado em uma forma semi-sensível de besta. Eventualmente, o vilão Apocalipse captura Wolverine, fazendo-lhe lavagem cerebral para que se torne o Cavaleiro da Morte e liga novamente com sucesso o adamantium ao esqueleto. Wolverine supera a programação do Apocalipse e retorna aos X-Men.
Em 2004, Mark Millar assumiu Wolverine com o arco da história "Inimigo do Estado". Wolverine viaja para o Japão para procurar o sobrinho desaparecido de Mariko, mas foi uma armadilha da Mão para lavar o cérebro Wolverine. A HYDRA revela-se aliada aos cultos, o Alvorecer da Luz Branca e do Tentáculo, para matar super-heróis e lavá-los em soldados. Wolverine mata The Hornet, então Elektra e S.H.I.E.L.D. decide ir atrás dele. Wolverine também ataca o Quarteto Fantástico no Edifício Baxter. Ele não é capaz de ferir a equipe, mas hackeia seu computador e rouba as armas anti-Galactus de Reed antes de se teletransportar. Eles acreditam que o próximo ataque será contra Daredevil, mas foi uma armadilha para capturar Elektra e levá-la. Ele também ataca a Mansão X. Ele ameaça Rachel Summers com uma bomba que vai matar os estudantes, a menos que ela use Cérebro para matar o presidente. Em vez disso, ela descobre como desarmar a bomba. Certo tempo antes de ser subjugado, Wolverine ataca Kitty Pryde, que faz as fases, então suas lâminas matam Estrela Polar. Wolverine é capturado por S.H.I.E.L.D. e submetido à reprogramação VR. Hydra então atinge o S.H.I.E.L.D com todos os seus vilões passados por lavagem cerebral. Wolverine é desencadeado neles e consegue salvar Nick Fury de Elektra. Wolverine então segue Estrela Polar e Alvorada da Mao Branca com três sentinelas reprogramadas. Ele então ataca a base secreta da Mão com a última Sentinela e enfrenta Elektra, que agora é a Rainha da Mão. Acontece que ela não pode passar por lavagem cerebral ja que ela foi ressuscitada tantas vezes. Eles terminam os líderes da Mão, depois seguem a The Gorgon, a quem Wolverine mata, mostrando-lhe um reflexo sobre suas garras de adamantium. Wolverine é finalmente capaz de rastrear o túmulo do menino desaparecido.
Em Wolverine (vol. 3) #32, Mark Millar elaborou um conto de Wolverine em um campo de concentração, que é constantemente executado e queimado em um forno, ressuscitado, o que tortura mentalmente o diretor do campo. Ele não fala uma palavra na questão, o que foi sugerido a Millar por Will Eisner, para resolver a percepção de Millar de que a maneira normal de falar de Wolverine não seria adequada para a configuração da história.
Em 2005, o autor Brian Michael Bendis fez com que Wolverine se juntasse aos New Avengers. Durante a minissérie Dinastia M, Wolverine é capaz de recordar que suas memórias anteriores e usa a mutante Layla Miller, para desconstruir o mundo que Feiticeira Escarlate criou. Wolverine é um dos poucos personagens que pode se lembrar do mundo de Dinastia M e procura prover vingança contra aqueles que o feriram. Em Wolverine: Origins, a segunda série solo do personagem, Wolverine descobre que ele tem um filho chamado Daken, que sofreu uma lavagem cerebral e fez uma arma viva pelo vilão Romulus, o homem por trás da própria lavagem cerebral de Wolverine. Wolverine então torna sua missão resgatar Daken e impedir Romulus de manipular ou prejudicar qualquer um novamente.
Durante os eventos do enredo "Messiah Complex", Ciclope ordena que Wolverine reformule X-Force. Desde então, Wolverine e a equipe (inicialmente composta por X-23, Apache e Lupina) estrelaram um novo título mensal. A equipe também foi destaque no enredo "Messiah War", uma sequela do "Messiah Complex". Após os eventos da Segunda Vinda, Cyclops termina o programa X-Force, mas Wolverine continua uma nova equipe Uncanny X-Force em segredo com Anjo/Arcanjo, Psylocke, Deadpool e Fantomex.
Em 2008, o escritor Mark Millar e o artista Steve McNiven exploraram um possível futuro para Wolverine em um arco de história de oito questões intitulado "Velho Logan" que estreou com Wolverine # 66. Millar, o escritor da história, disse: "É O Cavaleiro das Trevas para Wolverine, essencialmente. A série grande, ampla e paralisante que brinca com o personagem Marvel mais popular dos últimos quarenta anos, uma visão distópica do Universo Marvel e um olhar único sobre seus futuros. Os heróis foram, os vilões ganharam e estamos duas gerações longe da Marvel que conhecemos".
Em X-Men #5, revela-se que, para que Wolverine se infiltre completamente nas fileiras dos vampiros que atacaram a Utopia a pedido do filho Xatás de Dracula (quando Wolverine pensou que o vírus de vampiro simplesmente superou seu fator de cura) "Curse of the Mutants", Ciclope tem que infectá-lo com nanites que são capazes de fechar o fator de cura de Wolverine. Ciclope pode ativá-los simplesmente clicando em um botão em um dispositivo de controle remoto que ele carrega consigo o tempo todo.

### Wolverine Vai ao Inferno
"The Red Right Hand" é um grupo de pessoas que foram injustiçadas por Wolverine e juraram vingança contra ele. Eles o enganam para tentar salvar sua namorada recente, Melita Garner (que era Mystique disfarçada) e então aprisioná-lo em um círculo místico para enviá-lo diretamente ao inferno. Enquanto ele está no inferno, um grupo de demônios possui o corpo de Wolverine. Os demônios então atacam John Wraith enquanto ele está na igreja,e depois atacam Colossus. A Mão Direita Vermelha, então, começa a matar pessoas que Wolverine conhece, como o Samurai de Prata. Enquanto no Inferno, Wolverine confronta Thomas Logan. Thomas foi o defensor do pai legal de Wolverine, mas revelou-se o pai biológico do herói. Wolverine também está reunido com várias pessoas que ele matou ou morreu por causa dele, ambos inimigos (liderados por Dentes-de-Sabre) e amigos. Wolverine consegue escapar do inferno com a ajuda de Melita, Daimon Hellstrom e o Motoqueiro Fantasma. No entanto, seu corpo ainda é possuído pelos demônios. Os X-Men descobrem que Wolverine está possuído e decidem que ele deveria morrer para proteger a humanidade, acreditando que Wolverine preferiria morrer em vez de matar inocentes. Wolverine é atacado por todos os lados lutando contra os demônios que ainda o possuem e os X-Men que o querem morto. Ele posteriormente rastreia a Red Right Hand e mata seu time de assassinos, os Mongrels. Wolverine lança seu caminho através deles apenas para descobrir que os membros da Red Right Hand se suicidaram, enquanto uma mensagem pré-gravada revela que os Mongrels eram todos seus filhos ilegítimos. Incapaz de buscar vingança, Logan arrasta seus filhos para os túmulos de suas mães antes de abandonar o mundo completamente. Quebrado e deprimido, Wolverine se retira no deserto congelado e viaja com uma alcateia de lobos, comendo pequenos restos do que resta de suas mortes. Poachers encontram o bando e capturam os lobos que são jovens o suficiente para lutar. Wolverine vai encontrar seu bando e mata os caçadores furtivos. Enquanto ele se debate voltando para a vida selvagem e se esconde em uma reclusão profunda, ele encontra crianças feridas que os caçadores furtivos estavam usando para lutar com lobos pelo esporte. Wolverine devolve as crianças a suas famílias apenas para ser encontrada por Melita e seus aliados que o convencem a voltar para a civilização. Em algum momento depois, ocorrem os acontecimentos de Fear Itself e antes do Schism.

### Schism
No início dos eventos do Schism, Cyclops agradece a Wolverine por estar sempre lá para ele, pois eles finalmente conseguiram um respeito mutuamente falado e compreendido um para o outro após anos de luta e rivalidade. Enquanto isso em uma conferência de controle de armas, Kid Omega (Quentin Quire) lança um ataque terrorista psíquico aos embaixadores presentes. Em resposta, as Sentinelas são implantadas na conferência e são descartadas por Cyclops e Wolverine. Devido aos crescentes medos da ameaça mutante, países de todo o mundo começam a mobilizar suas forças Sentinelas. Quando Cyclops começa a implantar os X-Men em todo o mundo para lidar com a ameaça, Wolverine retorna à Utopia para encontrar Hope Summers e The Lights esperando sua lição de treinamento de combate. Depois de insultar o time de Hope e perceber que Idie está perdendo a infância, Wolverine pede a Kitty Pryde que ele faça uma boneca para dar a Idie. Wolverine dá a boneca a Idie e toma sorvete com ela, enquanto as notícias da atividade da Sentinela funcionam e as tensões se acumulam em torno da Utopia. Algum tempo depois, Kid Omega aparece na Utopia. Wolverine tenta atacar Kid Omega quando Cyclops o detém. Enquanto Cyclops envia uma equipe de alguns de seus X-Men mais poderosos, bem como alguns estudantes da ilha, a uma exibição local do museu mutante como "demonstração de força", Wolverine vai a um bar local para se mexer em seu agravamento com a situação atual. O novo Hellfire Club ataca a exposição e incapacita todos os X-Men mais velhos presentes. Quando Wolverine corre para o museu para ajudar do bar e Cyclops voa da Utopia, Idie pergunta se ela deveria matar o Hellfire Club para ajudar. Enquanto Wolverine protesta contra ele profusamente, Cyclops diz a Idie para fazer o que ela sente estar certo. Idie mata quase todos os membros do Hellfire Club para salvar seus amigos e mentores. Wolverine mostra suas garras para Cyclops com raiva por ele ter usado uma criança para salvar o dia, mas se retem quando percebe o que está fazendo.
Dos destroços do museu, uma sentinela começa a se formar. Enquanto Wolverine tenta impedir que a sentinela amadureça, ele é jogado no oceano. Pouco depois, Wolverine nada para Utopia e diz às crianças mutantes que precisam sair. Cyclops diz aos alunos para lutar juntos e que podem vencer a sentinela, mas Wolverine se opõe a usar crianças para lutar batalhas. Cyclops não escuta e começa a preparar os alunos para o combate. Pouco depois Wolverine retorna com um detonador para explodir Utopia e ordena que todas as pessoas restantes na ilha evacuem. A cólera e a frustração de Wolverine estão crescendo quando Cyclops traz Jean Grey, dizendo que nunca amou Wolverine e sempre o temeu. Wolverine responde: "E se ela estivesse aqui agora, de quem você acha que ela ficaria mais assustada?" Os dois lutam entre si com raiva enquanto são atacados pela sentinela e, enquanto Wolverine tenta enfiar as garras na viseira do Cyclops, os alunos reaparecem no campo de batalha para ajudá-los a lutar contra a sentinela. Na parte da manhã, Cyclops e Wolverine ficam vitoriosos com os alunos todos vivos, mas Wolverine não pode continuar a ver Cyclops usar crianças como soldados para lutar nessas batalhas. Wolverine anuncia sua partida da Utopia e indica que ele vai levar qualquer mutante na ilha que quer sair com ele. Enquanto Wolverine não parte como inimigo de Cyclops e de seus X-Men, ele deixa claro que ele quer que ambos os lados permaneçam fora dos outros negócios.
Wolverine retorna a Westchester, Nova York para abrir uma nova escola, a "Escola Jean Grey para Ensino Superior".

### Regenesis
Após Schism, cerca de metade de todos os mutantes em Utopia acompanham Wolverine a Westchester para fazer parte da nova escola. Ele nomeia-se como o diretor, Kitty Pryde como co-diretora, Hank McCoy como vice-diretor e vários outros personagens como Rogue, Míssil, Homem de Gelo,Rachel Grey e Gambit são nomeados como funcionários da escola. Groxo é nomeado como zelador. A primeira questão centra-se na visita do conselho estatal de educação para aprovar o pedido da escola. Como Logan e Kitty dão à delegação uma turnê, Kade Kilgore aparece e diz a Logan que ele é o único que causou o Schism e ele vai destruir tudo o que Logan trabalhou para construir. Wolverine fundou a Escola Jean Grey para Ensino Superior, gastando toda a fortuna que ele acumulou ao longo dos anos. No seu primeiro dia foi assaltado pelo novo Clube do Inferno, que tinha sido uma força importante em causar o Cisma dos X-Men. Wolverine deixou claro que ele não queria perder nenhuma das crianças e lutou o mais forte que podia contra os Monstros Frankenstein que Iceman derrotou fazendo clones de gelo de si mesmo. Então, eles foram atacados pelo Clube do Inferno, que estava em posse de uma geração do Krakoa original.
Kid Ômega, que quer provar a si mesmo a Broo, Idie e Kid Gladiator, raciocinou com Krakoa que então se juntou aos X-Men de Wolverine. Wolverine confronta o Clube do Inferno, diz-lhes que fiquem longe de sua escola, embora ele exortasse Krakoa a não atacá-los. Matt Murdock diz a Kade Kilgore que ele está sendo processado por Wolverine pela soma de US$ 879 milhões pelo dano que ele fez na escola. À medida que a escola é reconstruída, Logan está informado de que Krakoa estava feliz por ter permitido que ele permanecesse e Logan observa a vantagem das terras da escola que poderiam se defender.

### "Vingadores vs. X-Men"
Quando a Força Fênix voltou para a Terra, Wolverine tomou a mão com os Vingadores e foi com eles para a Utopia para levar a Hope Summers à prisão preventiva (como eles suspeitavam que ela fosse o anfitrião pretendido da Força da Fase). Wolverine achou isso particularmente difícil de fazer, pois ele era forçado a lutar contra aqueles que ele considerou como família.
Cyclops tenta convencer Wolverine para mudar de lado e se tornar parte do X-Men mais uma vez. Wolverine está enfurecido, sentindo que Cyclops traiu o que o X-Men representava e não tinha o direito de determinar quem era parte deles.
Depois da fuga de Hope, Wolverine a acompanha até a Área Azul da Lua. Ela promete deixar Wolverine matá-la se for incapaz de controlar a Força de Phoenix; Seu único pedido é que ela tenha a chance de controlá-lo. No entanto, Wolverine trai-la convocando os Vingadores.[68] A Força da Fênix começa a se unir com a Esperança, altura em que admite que ela não pode conter. Ela pede a Wolverine para matá-la, mas ele é impedido por Cyclops. Eventualmente, a Força de Phoenix possui os X-Men presentes na lua, que então retornam à Terra, deixando Wolverine e os Avengers feridos na Área Azul da Lua.

### Uncanny Avengers
Depois de "Vingadores vs X-Men", Wolverine faz um discurso no funeral do Professor X, onde ele admite que queria matar Cyclops. Mais tarde, ele se tornou um membro do Avengers Unity Squad, uma equipe criada pelo Capitão America para melhorar as relações humanas/mutantes ao ter X-Men e Vingadores trabalhando juntos. A primeira missão da equipe coloca-os contra um clone de Caveira Vermelha que tinha enrolado o cérebro do Prof. X no seu próprio.
Durante esses eventos, uma missão solo deixou Wolverine infectada com um "vírus inteligente" proveniente do Microverse. Enquanto seu fator de cura purga a infecção de seu corpo, o agente viral ainda era capaz de suprimir o fator de cura de Wolverine, deixando-o na busca de uma cura.

### Morte de Wolverine
Em setembro e outubro de 2014, o enredo "Death of Wolverine" começou depois que um vírus do microverteador destruiu o fator de cura de Wolverine, permitindo que seus inimigos pudessem matá-lo. Heróis como Senhor Fantástico se ofereceram para encontrar um meio de reativar seu fator de cura. Quando soube que uma recompensa tinha sido colocada em sua cabeça, Logan resolveu encontrar seu inimigo, eventualmente identificando-o como o Doutor Abraham Cornelius, o fundador do programa Arma X. Depois de derrotar o último experimento do Dr. Cornelius, Wolverine cortou o recipiente de adamantium antes que ele pudesse ser infectado com produtos químicos do Dr. Cornelius e Wolverine é coberto durante o processo. Wolverine morre por sufocação do endurecimento do adamantium.
Querendo possuir Logan, Ogun viajou para a instalação do Paraíso para encontrá-lo já morto, então, em vez disso, ele fez Sharp seu anfitrião. Seu corpo já foi visto ainda ajoelhado no telhado quando os assuntos liderados por Sharp escaparam dos soldados da Arma X que procuravam recuperá-los e escaparam do laboratório em um helicóptero, e foi visto pela última vez em uma explosão no telhado.

### Pós-morte e legado

X-23 como Wolverine em uma capa variante de All-New Wolverine #6. Arte de Emanuela Lupacchino.

O resultado da morte de Wolverine é explorado na série Wolverines. Sharp, Skel, Neuro, Endo, Junk e os "Wolverines" (uma equipe formada a partir da queda de sua morte por Daken, Lady Letal, Mística, Dente de Sabre e X-23) tentam encontrar o corpo coberto com adamantium de Logan, que é levado pelo Sr. Sinistro. O grupo infiltra-se na fortaleza de Sr. Sinister para recuperar o corpo, mas é levado pelos X-Men depois de uma batalha.
Como um de seus últimos pedidos, Wolverine providenciou que o Homem-Aranha se tornasse membro da equipe da Escola Jean Grey para o Ensino Superior, querendo que o Homem-Aranha investigasse um agente duplo suspeito. Apesar da hostilidade inicial que ele enfrentou do resto da equipe, Homem-Aranha logo expôs um plano de Sr. Sinistro para adquirir amostras genéticas dos X-Men e criar um novo exército de clones. Tempestade até notou após a derrota de Sinistro que a atitude não convencional de Homem-Aranha o tornou mais como Wolverine do que ela reconheceu.
Viúva Negra rastreou uma faca coberta pelo sangue de Wolverine na posse de I.M.A. para uma instalação de pesquisa em Moscou. Capitão América e Deadpool foram buscá-lo para evitar I.M.A. do uso indevido do DNA de Wolverine. Deadpool recebeu a faca coberta de sangue pelo Capitão América para fazer com ele como ele queria. Deadpool recentemente adquiriu uma incubadora que poderia criar novos corpos usando uma amostra de DNA. Deadpool adiou a decisão de levar Wolverine de volta à vida até ter mais tempo para pensar se seria o que queria Wolverine.
X-23 começa a usar uma variação do traje de Wolverine e adota seu nome de codinome.
Uma versão alternativa da linha de tempo de Wolverine conhecida como Velho Logan que chega após as Guerras Secretas da Terra-807128 é convidada para se juntar aos X-Men Extraordinários. Velho Logan foi mostrado o corpo congelado de Adamantium do Wolverine da era atual para provar que este não era o passado do velho Logan.
Na vida após a morte, Wolverine faz um breve reaparecimento quando ele, Fênix e Amanda Sefton encorajam Noturno, que acabou de ser esfaqueado fatalmente pelos Piratas Crimson, para retornar à terra dos vivos.

### Ressurreição
Em Marvel Legacy #1, Jean Grey descobriu a satisfação de que a casca de Adamantium no túmulo de Wolverine foi aberta e que não há corpo dentro. Enquanto isso, um gigante de geada chamado Snarr que tentou roubar a Joia do Infinito azul de um S.H.I.E.L.D. a instalação de armazenamento para Loki é confrontada por um homem que conduz um caminhão. O homem bate Snarr com garras vindo de sua mão e comenta que ele "não está mais [morto]". Ele então caminha para a Joia do Infinito azul que Snarr ia roubar para Loki.

## Poderes e habilidades

### Fator de cura regenerativo

Wolverine usando suas garras pela primeira vez

Seu principal poder mutante é um processo de cicatrização acelerada, tipicamente referido como seu fator de cura mutante, que regenera os tecidos danificados ou destruídos de seu corpo muito além das capacidades de um humano comum. Além da cura acelerada de traumas físicos, o fator de cura de Wolverine o torna extraordinariamente resistente a doenças, drogas e toxinas. No entanto, ele ainda pode sofrer os efeitos imediatos de tais substâncias em quantidades maciças; ele demonstrou intoxicar-se depois de ingerir quantidades significativas de álcool, e foi incapacitado em várias ocasiões com grandes quantidades de drogas poderosas e venenos; S.H.I.E.L.D. uma vez conseguiu manter Wolverine anestesiado constantemente bombando oitenta mililitros de anestesia por minuto em seu sistema.
Seu fator de cura é facilitado por melhorias artificiais em que ele foi submetido sob o programa Weapon X (em quadrinhos posteriores chamado Weapon Plus), no qual seu esqueleto foi reforçado com o metal indestructivável adamantium. Enquanto o adamantium em seu corpo para ou reduz muitas lesões, seu fator de cura também deve funcionar constantemente para evitar que o envenenamento de metais o mate. Como seus poderes de cura estão atualmente inativos, Fera sintetizou uma droga para contrariar a intoxicação adamantium.
Seu fator de cura também afeta dramaticamente seu processo de envelhecimento, permitindo-lhe viver muito além da vida normal de um ser humano. Apesar de nascer no final do século XIX, ele tem a aparência, o condicionamento, a saúde e a vitalidade de um homem em seu auge fisicamente. Embora aparentemente sem idade, não se sabe exatamente o quanto seu fator de cura prolonga sua expectativa de vida.
Embora seu corpo se cure, o fator de cura não suprime a dor que ele sofre enquanto está ferido. Wolverine também admite sentir dores fantasmas por semanas ou meses após a cura de seus ferimentos. Ele não gosta de ser machucado e às vezes tem que se esforçar para situações em que a dor extrema é certa. Wolverine, de vez em quando, se machucou deliberadamente ou se deixou machucar por razões variadas, incluindo libertar-se da captura, intimidação, estratégia, ou simplesmente se entregando à sua natureza feroz. Embora ele tenha agora todas as suas memórias, suas habilidades de cura podem proporcionar uma maior recuperação do trauma psicológico, suprimindo memórias em que ele experimenta uma profunda angústia.
As representações da velocidade e extensão das lesões que Wolverine pode se curar variam devido a um amplo grau de licença artística empregada por vários escritores de quadrinhos. Originalmente, isso foi retratado como cura acelerada de feridas menores, apesar de Chris Claremont, escritor principal dos quadrinhos X-Men desde meados da década de 1970 até o início dos anos 90,tenha aumentado substancialmente o fator de cura de Wolverine, embora não quase como os escritores posteriores. Durante a década de 1980, o fator de cura mutante de Wolverine é representado como capaz de curar níveis maciços de trauma, embora seu tempo de recuperação possa se estender até dias, semanas ou meses antes da cura completa; muitas vezes dependendo da gravidade das lesões, da sua extensão e da frequência com que são infligidas. Durante a década de 1990, na era moderna, outros escritores aumentaram o fator de cura de Wolverine até o ponto de poder regenerar completamente quase todos os tecidos corporais danificados ou destruídos em segundos. Entre as representações mais extremas do fator de cura de Wolverine incluem-se a cura completa depois de serem pego perto do centro de uma explosão atômica e a regeneração total do tecido do seu corpo macio, em questão de minutos, depois de ter incinerado a partir do esqueleto. Uma explicação é dada em uma mini-série recente estrelado por Wolverine pelo aumento de seus poderes de cura. Na série, Wolverine é referido como um "auto-curador adaptativo" após sofrer numerosas lesões traumáticas para testar a eficiência de seu fator de cura. Wolverine sofreu tanto trauma e, com tanta frequência, que seu fator de cura se adaptou, tornando-se mais rápido e eficiente para lidar com níveis crescentes de trauma. Os Protocolos de Xavier, uma série de perfis criados por Xavier que enumera os pontos fortes e fracos dos X-Men, afirma que o fator de cura de Wolverine é aumentado para "níveis incríveis" e teoriza que a única maneira de detê-lo é decapitar ele e remover Sua cabeça da vizinhança de seu corpo.
É possível suprimir a eficiência de seus poderes de cura. Por exemplo, se um objeto composto de carbonádio estiver inserido e permanecer alojado dentro de seu corpo, seus poderes de cura são desacelerados dramaticamente. A lâmina de Muramasa, uma katana de origens místicas que podem infligir feridas que anulam fatores de cura sobre-humanos, também pode suprimir os poderes de Wolverine. Também se observou que Wolverine precisa de proteína para seu fator de cura para gerar tecido, o que significa que se ele estivesse gravemente ferido e desnutrido, seu corpo pode não se consertar.
Foi sugerido que Wolverine pode ser morto por afogamento. Ele afirmou que ele não gosta particularmente de estar na água, devido parcialmente ao peso adicional de seu esqueleto de adamantium atado, e que ele pode morrer se mantido debaixo d'água o suficiente com seu fator de cura apenas prolongando a agonia. A história de duas partes "Drowning Logan"onde se pode encontrar Wolverine preso sob a água por um longo período de tempo. A segunda parte da história sugere que essa experienca subaquática afeta gravemente seu fator de cura com conseqüências significativas para sua saúde em frente. Após os acontecimentos de "Drowning Logan", Fera revela que um "vírus inteligente" originário do Microverse desligou seu fator de cura, embora não antes de seu fator de cura poder purgar seu próprio vírus. Como resultado, a Besta afirma que ele agora é tão suscetível a lesões e doenças como qualquer humano e idade comuns a uma taxa normal.
Em Wolverine vol. 3, #57, revela-se que, quando Wolverine está ferido tão a sério que seu corpo realmente morre antes que seu fator de cura possa reparar o dano, ele volta à vida lutando com Azrael, o Anjo da Morte, enquanto está preso no Purgatório, devido a Wolverine derrotando Azrael em combate no mundo real durante a Primeira Guerra Mundial. No entanto, depois que a alma de Wolverine foi danificada após sua ressurreição e lavagem cerebral pela Mão, ele fez um novo acordo com Azrael para reparar o dano que tinha sido feito a sua alma que negava seu arranjo prévio, com o resultado de que, na próxima vez que Wolverine sustentar ferimentos que induzem a morte, ele permanecerá morto, e seu fator de cura aparentemente foi ligeiramente enfraquecido no processo.
Devido a uma combinação de seu fator de cura e escudos psionicos de alto nível implantados pelo professor Xavier, a mente de Wolverine é altamente resistente ao assalto telepático e sondagem. A mente de Wolverine também possui o que ele se refere como "tecido cicatricial mental" criado por todos os eventos traumáticos ao longo de sua vida. Atua como um tipo de defesa natural, mesmo contra um psíquico tão poderoso quanto Emma Frost.

### Outras habilidades
A mutação de Wolverine também consiste em adaptações animais de seu corpo, incluindo caninos pronunciados e afiados e três garras retráteis de 30 cm alojadas dentro de cada antebraço. Embora retratadas originalmente como implantes de metal criados pelo programa Arma X, as garras são reveladas posteriormente como uma parte natural de seu corpo. As garras não são feitas de queratina, pois as garras tendem a estar no reino animal, mas sim de osso extremamente denso. As mãos de Wolverine não têm aberturas para que as garras possam sair: elas cortam sua carne toda vez que as extrudem, com referências ocasionais que implicam que ele sente um pequeno momento de leve dor em suas mãos quando ele as desaverca. Durante uma conversa com Jubileu, Wolverine revela que há canais dentro dos antebraços através dos quais as garras se movem quando ele os extrudem e que ele desfolha as garras algumas vezes ao dia para manter os canais abertos, semelhante aos ouvidos furados.

As garras de Wolverine em Wolverine Weapon X #1 (Junho de 2009). Arte de Ron Garney

Os sentidos de Wolverine de visão, cheiro e audição são todos super humanamente agudos. Ele pode ver com perfeita clareza em distâncias maiores que um humano comum, mesmo em uma escuridão quase total. Sua audição é aprimorada de forma semelhante, permitindo que ambos ouvem sons que os humanos comuns não conseguem e também ouvem distâncias maiores. Wolverine é capaz de usar o seu odor do sono para rastrear alvos por perfume, mesmo que o aroma tenha sido corroído com o tempo por fatores naturais. Esse sentido também permite que ele identifique mutantes de formas cambiantes apesar de outras formas que eles possam tomar. Ele também é capaz de usar seus sentidos de cheiro e audição, através da concentração, como um tipo de detector de mentiras natural, como a detecção de uma fraca alteração na pulsação e aroma de uma pessoa devido à transpiração quando uma mentira é dita.
Em mais de uma ocasião, o esqueleto inteiro de Wolverine, incluindo suas garras, foi artificialmente infundido com adamantium. Devido ao seu revestimento, suas garras podem cortar quase qualquer material sólido conhecido, incluindo a maioria dos metais, madeira e algumas variedades de pedra. As únicas exceções conhecidas são o próprio adamantium e o escudo do capitão América, que é feito de uma liga proto-adamantium-vibranium. Vibranium sozinho não é comparável em termos de durabilidade com adamantium, já que Colossus o quebrou. A capacidade de Wolverine de cortar completamente através de uma substância depende tanto da quantidade de força que ele pode exercer quanto da espessura da substância. Suas garras também podem ser usadas para bloquear ataques ou projéteis, além de cavar em superfícies permitindo que Wolverine escalasse estruturas. O adamantium também aumenta o peso de seus golpes, aumentando a eficácia de suas capacidades ofensivas. Seu esqueleto adamantium o torna altamente suscetível a ataques baseados em magnéticos. De acordo com Reed Richards, Wolverine seria incapaz de se mover sem a sua força reforçada devido ao peso adicional do adamantium ligado ao seu esqueleto.
O fator de cura de Wolverine também afeta uma série de seus atributos físicos, aumentando-os para níveis sobre-humanos. Sua resistência é suficientemente elevada até o ponto em que ele pode exercer por várias horas, mesmo após a exposição a tranquilizantes poderosos. A agilidade e os reflexos de Wolverine também são aprimorados para níveis que estão além dos limites físicos do melhor atleta humano. Devido às suas qualidades regenerativas constantes do fator de cura, ele pode empurrar seus músculos além dos limites do corpo humano sem ferimentos. Isso, combinado com a demanda constante colocada em seus músculos por mais de cem quilos de adamantium, lhe concede algum grau de força sobre-humana. Uma vez que a presença do adamantium nega os limites estruturais naturais de seus ossos, ele pode levantar ou mover peso que de outra forma danificaria um esqueleto humano. Ele foi retratado quebrando correntes de aço, levantando vários homens acima de sua cabeça com um braço e jogando-os através de uma parede, levando Ursa Major (em forma de urso-galinhão) sobre o seu cabeça antes de jogá-lo em uma sala, e transportar um piano de cauda de concerto, e a plataforma em que se encontra, através de um arnês, enquanto subia um penhasco. Colossus e outros aliados usam a resistência e a força de Wolverine ao jogá-lo em alta velocidade no Fastball Special.

### Habilidades e personalidade
A essencia do personagem Logan corresponde a um Samurai caido.Para um Samurai,o dever significa tudo,altruiticamente serve o caminho para a ambicao final,a morte graciosa.
Durante o seu tempo no Japão e em outros países no Extremo Oriente, Wolverine tornou-se proficiente em muitas formas de artes marciais, com experiência em diferentes estilos de luta. Ele é proficiente com a maioria dos armamentos, incluindo armas de fogo, embora ele seja parcial às armas com lâmina. Ele demonstrou habilidades suficientes para derrotar o experiente artista marcial Shang-Chi e Capitão América em combate único. Ele também possui um amplo conhecimento do corpo e dos pontos de pressão. Como muitos dos X-Men, ele é treinado para pilotar o plano supersônico SR-71 Blackbird do grupo. Ele é altamente qualificado no campo da espionagem e operações secretas.
Wolverine às vezes cairá em uma "raiva berserker" enquanto estiver em combate corpo a corpo. Neste estado ele ataca com a intensidade e agressão de um animal enfurecido e é ainda mais resistente ao ataque psiônico. Embora ele odeie, ele reconhece que ele salvou sua vida muitas vezes, sendo especialmente útil quando ele enfrentou o "Mister X" telepático, como a habilidade X para ler sua mente e prever que seu próximo movimento em uma luta era inútil como não mesmo Wolverine sabe o que ele fará em seu estado berserk. Apesar de sua aparente facilidade em levar vidas, ele lamenta tristemente e não gosta de matar ou ceder a suas raivas berserker. Logan adere a um código firme de honra e moral pessoal.
Em contraste com sua natureza brutal, Wolverine é extremamente experiente. Devido à sua vida útil mais longa, ele viajou ao redor do mundo e acumulou um amplo conhecimento de línguas e culturas estrangeiras. Ele é fluente em Inglês, Japonês, Russo, Chinês, Cheyenne, Espanhol, Árabe e Dacota; Ele também tem algum conhecimento de Francês, Filipino, Tailandês, Vietnamita, Italiano, Coreano, Hindi, Persa, Alemão, e Português. Quando Forge monitora os sinais vitais de Wolverine durante uma sessão de treinamento da Sala de Perigo, ele chama o estado físico e mental de Logan "equivalente a um ginasta de nível Olímpico executando uma rotina de medalha de ouro enquanto simultaneamente bate quatro computadores de xadrez na cabeça." Para a grande desaprovação de Xavier, Wolverine também é um grande bebedor e fumante; seus poderes de cura negam os efeitos a longo prazo de álcool e tabaco e permitem que ele se entregue a bichos prolongados.
Wolverine é freqüentemente retratado como um solitário áspero, muitas vezes se despedindo do X-Men para lidar com problemas ou problemas pessoais. Ele é muitas vezes irreverente e rebelde para figuras de autoridade, embora ele seja um líder aliado e capaz de confiança. Ele tem sido um mentor e figura de pai para várias mulheres mais jovens, especialmente Jubileu, Kitty Pryde e X-23, e teve relações românticas fracassadas com numerosas mulheres (mais notavelmente Mariko Yashida), bem como uma mútua, mas insatisfeita, atração para com Jean Grey, levando a brigas com seu namorado (e depois marido), Scott Summers. Ele também se casou com Víbora como parte de uma dívida, depois divorciou-se dela. Também ficou implicado que ele e Garota Esquilo tinham um relacionamento em algum momento do passado. Wolverine teve uma relação amorosa novamente com a companheira de equipe e amiga de longa data, Tempestade.

## Outras versões
Como um dos personagens emblemáticos da Marvel, Wolverine viu muitas adaptações e re-imaginações. Por exemplo, uma questão de Exilados apresentou um planeta de Wolverines. Em Marvel Mangaverso, Wolverine é mesmo o fundador do X-Men. Em Zumbis Marvel, Wolverine parece zombificado ao lado dos outros principais jogadores da Marvel. A linha de quadrinhos Ultimate Marvel procurou arrasar Wolverine em seu título Ultimate X-Men desde o início. O enredo "Velho Logan" está definido em uma linha de tempo alternativa 50 anos no futuro, onde os heróis super-humanos do mundo estão mortos; Wolverine envelheceu consideravelmente e tornou-se um pacifista.

### Filhos de Wolverine
- Daken[157]
- X-23[158]
- Rina Logan [159]
- Jimmy Hudson[160]

- Raze Darkholme [161]
- Reine du Rien [162]
- Kirika Yashida [163]
- Scout [164]
- Mongrels [165]
- Wild Thing [166][167]

## Em outras mídias

### Desenhos Animados / Fã Made
- Wolverine aparece com outros X-Men no episódio "A Firestar Is Born" na série Spider-Man and His Amazing Friends, o personagem foi dublado por Neil Ross.
- Em 1989, Wolverine apareceu em um piloto para uma séria animada dos X-Men intitulado Pryde of the X-Men onde ele era australiano em vez de canadense, mas o projeto não foi pra frente. Novamente foi dublado por Neil Ross.
- Em 1992, Wolverine foi um dos protagonistas da série X-Men: Animated Series a série trouxe uma das mais conhecidas formações dos X-Men: Ciclope, Wolverine, Tempestade, Professor Xavier, Gambit, Vampira, Fera, Jubileu e Jean Grey,a série durou 5 temporadas, com um total de 76 episódios, encerrando em 1997.
- Em 1995 na série Homem-Aranha: A Série Animada, Wolverine aparece junto com os X-men em 2 episódios da segunda temporada "Morte aos Mutantes (Parte 1 e 2)" onde o Homem-Aranha procura ajuda dos X-Men para sua doença mutante. Com Cathal J. Dodd (Isaac Bardavid no Brasil) dublando o personagem na série, reprisando seu papel de X-Men: Animated Series.
- Entre os anos de 2000 e 2003 em X-Men: Evolution, Wolverine é um professor do Instituto Xavier de passado misterioso, dessa vez a voz do personagem foi feita por Scott McNeil.
- Em 2009 Wolverine é o protagonista da nova serie do X-Men Wolverine and the X-Men (série), quando o Professor Xavier e Jean Grey têm um forte ataque psíquico, que causa uma explosão, fazendo com que a Mansão X seja destruída e Jean desapareça. Wolverine reúne os heróis e assume a liderança destes. Quem dá as instruções a Wolverine é o próprio Xavier,que está num coma que durará 20 anos.Ele consegue manter contato do futuro com os X-Men, os orientando sobre os acontecimentos que levarão o mundo à destruição (Charles viu um mundo dominado por robôs, com humanos e mutantes derrotados, sem vencedores).
- Em 2009 a Lionsgate produziu o longa Hulk Vs. Wolverine (segundo episódio da minissérie Hulk Vs.). Nesse episódio o Hulk cruza a fronteira do Canadá e causa muito caos e destruição, com isso o governo canadense contrata o Wolverine para deter o Hulk. O longa também conta com a presença do Ômega Vermelho, Dentes de Sabre, Lady Letal e Deadpool.
- Em 30 de julho de 2009 a Marvel postou um trailer do anime do Wolverine, baseado na minissérie Eu, Wolverine de Chris Claremont e Frank Miller. Seguido do Homem de Ferro, tornou-se o segundo personagem da editora a ganhar anime. Produzida pelo estúdio  Madhouse foi lançado dia 7 de Janeiro de 2011.
- Ainda no ano de 2009, Wolverine participou do anime dos X-Men, também produzido também pela Madhouse.[168] As séries tiveram Warren Ellis no quadro de roteiristas.[169]

- Em 2010 Wolverine faz algumas aparições em Os Vingadores: Os Heróis mais Poderosos da Terra no episódio "Conheçam o Capitão América" como um soldado na II Guerra Mundial, já no episódio "Os Novos Vingadores" Wolverine junto com Homem-Aranha e outros heróis derrotarão Kang, ele também participa da batalha final da serie contra Galactus.
- Em 2012 Wolverine participou mais uma vez como convidado em um desenho do homem aranha, só que dessa vez na série Ultimate Homem-Aranha no episódio "Muito Louca" onde o Wolverine e Homem-Aranha apreendem o mutante Mesmero, o vilão usa seus poderes mentais para trocar as suas mentes de seus corpos, criando um sério problema de identidade para os dois heróis tão diferentes. Ele aparece mais uma vez fazendo um Cameo no episódio 16 das série.
- Wolverine e Hulk se reencontram novamente na serie animada Hulk e os Agentes de S.M.A.S.H.
- Wolverine Aparece novamente em anime só que dessa vem na serie Marvel Disk Wars The Avengers, anime japonês baseado nos Vingadores.
- Wolverine é um dos principais personagens de X-Men '97 (série que dá continuidade a X-Men Animated Series) dublado por Cal Dodd que dublava o personagem em 1992. No Brasil foi dublado por Luiz Feier Motta que dublava o personagem em X-Men Evolution, substituindo Isaac Bardavid que faleceu em 2022

### Cinema

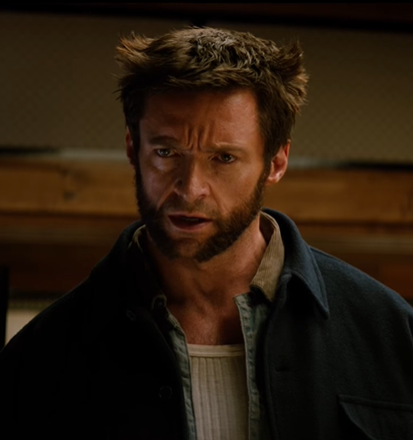
Hugh Jackman caracterizado como Wolverine nos filmes.

- Wolverine aparece nos filmes X-Men: O Filme, X-Men 2 e X-Men: O Confronto Final, onde é interpretado pelo ator australiano Hugh Jackman (embora o ator seja 28 cm mais alto que o personagem)
- Em 2009 o primeiro filme solo do Wolverine é produzido, intitulado X-Men Origens: Wolverine. Neste filme Logan e Victor Creed são irmãos e lutaram juntos em muitas guerras até serem recrutados por William Stryker. A versão mais jovem de Logan foi interpretada pelo cantor Troye Sivan.
- Em X-Men: Primeira Classe o personagem faz apenas uma ponta, onde recusa a oferta de Charles e Erik sem nem ouvir e diz: "Vão se foder".
- O segundo filme solo do personagem foi feito em 2013, intitulado Wolverine Imortal. O filme continua após o final do terceiro filme, com Logan vivendo na floresta como um ermitão e tem lembranças de quando estava na Segunda Guerra Mundial em Hiroshima. Logan é chamado para ir ao Japão porque um velho amigo de guerra está prestes a morrer, lá é infectado pela Víbora e perde seu fator de cura.
- No filme X-Men: Dias de um Futuro Esquecido Wolverine e outros mutantes lutam para sobreviver a um futuro pós apocalíptico causado pelos robôs Sentinelas. Logan é mandado ao passado para encontrar os jovens Professor Xavier, Magneto e Mística e mudar a história.
- O personagem não aparece em Deadpool mas são feitas muitas referências a ele e ao ator Hugh Jackman.
- O personagem tem uma cena em X-Men: Apocalipse se libertando nas instalações da Arma X com a ajuda de Jean Grey, mostrando uma origem mais fiel aos quadrinhos.
- Em Março de 2017 foi lançado o filme Logan, terceiro filme solo do Wolverine que se baseia na saga Velho Logan. Na trama, Logan (agora velho e com o fator de cura enfraquecido) e Xavier precisam ajudar a pequena Laura, uma mutante que está sendo caçada por mercenários. O filme foi planejado como a despedida do personagem e de Hugh Jackman no papel.
- Deadpool 2 abre com uma citação à morte de Wolverine no final de Logan, e durante sua cena dos créditos aparece uma imagem de arquivo de X-Men Origins: Wolverine, ao qual um Deadpool viajante do tempo chega e atira na versão pouco fiel do personagem de tal filme.
- Hugh Jackman já tinha declarado que só voltaria como Wolverine caso o personagem fosse incorporado ao Universo Marvel Cinematográfico, algo que se tornou possível quando a 20th Century Fox que produzia os filmes dos X-Men foi adquirida pela The Walt Disney Company para unir todos os personagens da Marvel sob a mesma produtora.[170] Eventualmente isso ocorreu em 2024 com Deadpool & Wolverine, onde Deadpool descobre que o universo dos filmes dos X-Men está ameaçado após a morte de Wolverine, e em busca de outro Logan pelo Multiverso (incluindo um interpretado por Henry Cavill) acaba se unindo a um Wolverine traumatizado por ser o último X-Man sobrevivente de seu universo.[171]
- Paródias de Wolverine aparecem nos filmes Deu a Louca em Hollywood, onde um Wolverine interpretado por Vince Vieluf comete bullying contra um dos protagonistas, e Super Herói: O Filme, onde Wolverine (interpretado por Craig Bierko) aparece depilando as pernas com suas garras, e durante os créditos finais do filme suas partes íntimas são limpas por um segundo Wolverine (interpretado por Richard Tillman).

### Videogames
- Jogos solo de Wolverine incluem Wolverine (1991) para o NES, Wolverine: Adamantium Rage (1994) para Mega Drive e Super NES, X-Men: Wolverine's Rage (2001) para Game Boy Color, e X2: Wolverine's Revenge (2003) para computador e a sexta geração de consoles.
- A sétima geração de consoles teve X-Men Origins: Wolverine, lançado em 2009 para coincidir com o filme homônimo e combinando sua história com eventos originais.
- A Insomniac Games está desenvolvendo Marvel's Wolverine para o PlayStation 5, um título passado na mesma continuidade dos jogos do Homem-Aranha da mesma produtora.[172][173]
- Wolverine aparece em todos os videogames dos X-Men, e alguns outros da Marvel, como a série de luta da Capcom, Marvel vs. Capcom, os RPGS Marvel: Ultimate Alliance e Marvel Ultimate Alliance 2, Marvel Super Heroes: War of the Gems e Marvel Super Hero Squad, alem do jogo baseado em turnos Marvel: Avengers Alliance.
- Também é personagem jogável em Tony Hawk's Pro Skater 3.
- Aparece também em Spider-Man: Web of Shadows.
- Wolverine aparece em jogos para celulares da Marvel como Marvel Contest Of Champions, Marvel Realm Of Champions, Marvel Future Fight, Marvel Future Revolution, Marvel Super War, Marvel Strike Force, Marvel Avengers Alliance e Marvel Puzzle Quest.

## Recepção
Wolverine liderou a lista dos Maiores Personagens de Quadrinhos de todos os tempos da revista Wizard. IGN classificou o Wolverine em 4º dos 100 melhores Heróis de Quadrinhos. A revista Empire o nomeou o quarto maior personagem de quadrinhos.